# Wanda Lima Bezerra
Wanda Lima Bezerra (23 maggio 1927 – 28 aprile 2003) è stata una cestista brasiliana.

## Carriera
Con il Brasile ha disputato i Campionati del mondo del 1953 e i Giochi panamericani di Città del Messico 1955.